# Aeroporto de Qaarsut
Aeroporto de Qaarsut (em gronelandês: Mittarfik Qaarsut e em dinamarquês: Qaarsut Lufthavn) é um aeroporto em Qaarsut, uma vila na Península de Nuussuaq, município de Qaasuitsup, oeste da Gronelândia. É servido pelos aviões da Air Greenland, durante todo o ano. Foi inaugurado a 29 de setembro de 1999 e possui uma pista de cascalho com 900 metros de comprimento.

## Linhas aéreas e destinos
A Air Greenland serve o Aeroporto de Qaarsut com voos de avião para Aasiaat, Ilulissat e Upernavik. Também faz voos de helicóptero para Uummannaq.